# Laurent Couson
 (novembre 2024).
Laurent Couson, né le 22 juillet 1976, est un compositeur, chef pianiste et chef d'orchestre français.

## Biographie
Très jeune, il mène des études couronnées de premiers prix au Conservatoire de Tours.
Il entre ensuite au Conservatoire Supérieur de Paris et à l'École Normale de Paris dont il sort diplômé.
En 2002, Il entame sa carrière au sein de Radio France, qui lui passe ses premières commandes, puis on joue ses œuvres Salle Pleyel, Théâtre des Champs Élysées, Théâtre de la Ville, et même au Carnegie Hall, New York.
Dans les années suivantes, il dirige ses créations et œuvres du répertoire avec notamment les musiciens de l'Orchestre Philharmonique de Radio France, Orchestre National de Bordeaux, Orchestre de Nice, Les Musiciens du Louvre, Orchestre Symphonique de Prague, London Symphonic Orchestra, Orchestre de la Radio Bulgare, Orchestre de la Radio de Bucarest, European Camerata, Beijing Symphonic Orchestra, Qingdao Symphonic Orchestra, Sarrebrucken Stadtsorchester… en tant que chef invité ou dans des enregistrements de ses propres compositions.
Il écrit et dirige plusieurs spectacles musicaux qui voient le succès dans de grands théâtres parisiens comme Anges et Démons ou Roméos et Juliettes tous salués par la critique.
Il dirige Un violon sur le toit en tournée dans toute la France.
De 2010 à 2015, Il est l'un des directeurs musicaux de l'Orchestre et Chœur des Trois Cultures, au Maroc, avec lequel il dirige un répertoire varié allant de la musique du 18e au répertoire contemporain, souvent de ses propres œuvres.
En 2014 à 2018, il devient directeur musical du South Asia Symphonic Orchestra et du Bangkok Chamber Orchestra, en Thaïlande, où il crée South Asia Music Production, une structure de production internationale, possédant son propre studio d’enregistrement symphonique, Studio 28, et réalisant plus d'une centaine d’enregistrements et de concerts.
Depuis 2019, Il est chef invité de l’Orchestre national de Moldavie, du Qingdao Symphonic Orchestra, Chine et de l'orchestre et chœur Hélios, Paris.
En 2020 son spectacle « Electro Symphonic Project », composition pour DJs et grand orchestre symphonique a créé l'évènement à l'Opéra de Bordeaux et à la Seine Musicale à Paris.
En 2021, il crée Requiem XIX, œuvre œcuménique pour la paix écrite en trois langues (latin, hébreu et arabe) et donné en première mondiale devant des représentants religieux des trois cultures en France. Le spectacle sera joué dans plusieurs opéras français et dans des lieux de culte les années suivantes. 
Résolument tourné vers la composition de Musique de films, il signe la musique originale d'une trentaine de longs métrages avec notamment Claude Lelouch, Luc Besson, Xavier Palud ou Nae Carenfil et de nombreux films en Chine.
Il travaille aussi comme arrangeur et directeur musical auprès de nombreux musiciens de Jazz ou Chanson Française. Il collabore notamment avec Charles Aznavour, Dee Dee Bridgewater, Didier Lockwood, Francis Lai, Gérard Manset, Régine, Liane Foly, Anggun, Marianne James, Arielle Dombasle, Sylvie Joly, Cécilia Cara, Stéphane Belmondo, Khalil Chahine, Jean-Marie Ecay, André Ceccarelli, Éric Legnini, etc.
Son nom figure au générique d’une cinquantaine d’albums, et il a sorti dix albums sous son nom, chez Universal Production Music.  
Il s'est également produit comme comédien, notamment en tant que premier rôle masculin dans le film de Claude Lelouch Ces amours-là, puis on le voit dans Salaud, on t'aime, Un plus une ou Chacun sa vie aux côtés de Jean Dujardin.
Il reviendra de nouveau avec l'un des rôles principaux de La Vertu des impondérables du même réalisateur, puis dans L'amour c'est mieux que la vie et Finalement, où il interprète son propre rôle.

## Filmographie

### Compositeur
- 2004 : Les Parisiens de Claude Lelouch
- 2005 : Le Courage d'aimer de Claude Lelouch
- 2005 : The Rest is Silence de Nae Carenfil
- 2007 : Closer to the Moon de Nae Carenfil
- 2010 : Ces amours-là de Claude Lelouch
- 2012 : À l'aveugle de Xavier Palud
- 2013 : Le Promeneur d'oiseau de Philippe Muyl : musique du thème
- 2014 : A City in Black and White de Chiang Liang
- 2015 : Zan men jie hun ba de Liu Jiang
- 2015 : Un + Une de Claude Lelouch
- 2017 : Chacun sa vie de Claude Lelouch
- 2019 : La Vertu des impondérables de Claude Lelouch
- 2020 : I Dreamed a Dream de Charles Duan
- 2021 : L'amour c'est mieux que la vie de Claude Lelouch
- 2024 : Finalement de Claude Lelouch

### Acteur
- 2005 : Le Courage d'aimer de Claude Lelouch
- 2010 : Ces amours-là de Claude Lelouch : Simon
- 2013 : Salaud, on t'aime de Claude Lelouch : le pianiste
- 2015 : Un plus une de Claude Lelouch : le chef d'orchestre
- 2017 : Chacun sa vie de Claude Lelouch : un musicien
- 2019 : La Vertu des impondérables de Claude Lelouch : Laurent
- 2021 : L'amour c'est mieux que la vie de Claude Lelouch : Laurent
- 2024 : Finalement de Claude Lelouch : Laurent